# Хемиксем
Хемиксем (на нидерландски: Hemiksem) е селище в Северна Белгия, провинция Антверпен. Разположено е на десния бряг на река Схелде, на 7 km югозападно от центъра на град Антверпен. Населението му е около 11 400 души (2018).